# Prima Ligă de fotbal din Zambia
Prima Ligă de fotbal a Zambiei este primul eșalon din sistemul competițional fotbalistic din Zambia.

## Cluburile sezonului 2010
- Choma Eagles (Choma)
- City of Lusaka
- Forest Rangers (Ndola)
- Green Buffaloes (Lusaka)
- Kabwe Warriors
- Konkola Blades (Chililabombwe)
- Lusaka Dynamos
- National Assembly (Lusaka)
- Nchanga Rangers (Chingola)
- Nkana F.C (Kitwe)
- Nkwazi (Lusaka)
- Power Dynamos (Kitwe)
- Red Arrows (Lusaka)
- Roan United (Luanshya)
- Zanaco (Lusaka)
- ZESCO United (Ndola)

### Retrogradate în 2009
- Chambishi
- Zamtel (Ndola)
- Nakambala Leopards (Mazakuba)
- Young Arrows (Lusaka)

## Foste campioane
| - 1962: Lusaka City Council - 1963: Mufulira Wanderers - 1964: Roan United - 1965: Mufulira Wanderers - 1966: Mufulira Wanderers - 1967: Mufulira Wanderers - 1968: Kabwe Warriors - 1969: Mufulira Wanderers - 1970: Kabwe Warriors - 1971: Kabwe Warriors - 1972: Kabwe Warriors - 1973: Zambia Army - 1974: Zambia Army - 1975: Green Buffaloes - 1976: Mufulira Wanderers - 1977: Green Buffaloes | - 1978: Mufulira Wanderers - 1979: Green Buffaloes - 1980: Nchanga Rangers - 1981: Green Buffaloes - 1982: Nkana - 1983: Nkana - 1984: Power Dynamos - 1985: Nkana - 1986: Nkana - 1987: Kabwe Warriors - 1988: Nkana - 1989: Nkana - 1990: Nkana - 1991: Power Dynamos - 1992: Nkana - 1993: Nkana | - 1994: Power Dynamos - 1995: Mufulira Wanderers - 1996: Mufulira Wanderers - 1997: Power Dynamos - 1998: Nchanga Rangers - 1999: Nkana - 2000: Power Dynamos - 2001: Nkana - 2002: Zanaco - 2003: Zanaco - 2004: Red Arrows - 2005: Zanaco - 2006: Zanaco - 2007: ZESCO United F.C. - 2008: ZESCO United F.C. - 2009: Zanaco | - 2010: ZESCO United - 2011: Power Dynamos - 2012: Zanaco - 2013: Nkana - 2014: ZESCO United - 2015: ZESCO United - 2016: Zanaco - 2017: ZESCO United - 2018: ZESCO United - 2019: ZESCO United - 2020: Nkana - 2020-21: ZESCO United - 2021-22: Red Arrows - 2022-23: Power Dynamos - 2023-24: Red Arrows FC - 2024-25: Power Dynamos |

### Performanțe după club
| Club               | Campioni |
| ------------------ | -------- |
| Nkana              | 13       |
| Mufulira Wanderers | 9        |
| ZESCO United       | 9        |
| Zanaco             | 7        |
| Green Buffaloes    | 6        |
| Power Dynamos      | 6        |
| Kabwe Warriors     | 5        |
| Red Arrows         | 2        |
| Nchanga Rangers    | 2        |
| City of Lusaka     | 1        |
| Roan United        | 1        |

## Echipele celei de-a două ligă de fotbal a Zambiei 2010
- Chambishi
- Chindwin Sentries (Kabwe)
- Chingola Leopards
- Indeni (Ndola)
- Kalewa (Ndola)
- Kalulushi Modern Stars
- Kitwe United
- Konkola Mine Police
- Lime Hotspurs (Ndola)
- Mansa Health Stars
- Medical Stars (Ndola)
- Mining Rangers
- Muchindu
- Mufulira Blackpool
- Mufulira Wanderers
- Ndola United
- Prison Leopards (Kabwe)
- Zamtel (Ndola)